# 峰剛一
峰 剛一（みね ごういち、1959年5月12日 - ）は、ナレーター、フリーアナウンサー（元テレビ新潟アナウンサー）。

## 来歴・人物
- 千葉県出身。
- 血液型O型、身長172センチ、体重65キロ。
- 早稲田大学卒業。
- 1984年にテレビ新潟(TNN→TeNY)入社。『ズームイン!!朝!』の中継やナレーション、「てんこもりテレビ」「情報山脈テレビDON」「夕方ワイド新潟一番」のメイン司会者等幅広く活躍。
- 在局中に、日本テレビ系列NNSの優秀アナウンス賞受賞。また、担当していた「ズームイン！！朝！」の作品では、最優秀賞(1991年)、同ニュース優秀賞(1995年)、同年間特別賞(1996年)を受賞している。
- 又、地元誌のアンケートで、新潟県知名度人気ナンバーワンアナウンサーにも選ばれた。
- 1998年にナレーターに転身すべく、TeNYを退社した。その年、テレビ朝日「スーパーモーニング」のナレーターオーディションがあり応募。レギュラーナレーターに選ばれ、番組終了まで約15年つとめ上げた。その際に関係した制作会社「オールアウト」の所属（外部参加）となった。またNNS系列局OBも多く所属する日本テレビエンタープライズ（現在の日テレイベンツ）とは系列のテレビ新潟にいた事から、日テレイベンツの関連会社であるニチエンプロダクション経由の仕事も行っており、番組等によって外部参加（業務提携）のかたちでいくつかの事務所(vivo、ヴォイスガレージ、キャスティングボイス、俳協等）と提携関係がある。
- 現在はナレーションを中心に置きながら、司会者やリポーターとしても活躍している。又、後進の育成に力を入れており、現在「テレビ朝日アスク」、「東映アカデミー（現在閉鎖）」でナレーションを指導し、更に自身で「峰剛一ナレーションスクール」も行っている。現在名「東京ナレーション・アナウンスプロ塾」
- 2010年11月20日のTeNY30周年特別番組「TeNY博だよ!新潟一番!!」第2部(生放送)にて、ゲストとして招かれた。フリーになってから初めての画面上での古巣復帰となった[1]。
- 趣味:スキューバダイビング、スキー、スロージョギング、テニス、読書、映画鑑賞など。
- ちなみに、同じTeNY出身の主なフリーアナウンサーには、先輩には坂上みき(現在はブルーミングエージェンシー所属)、後輩には田島祐子(現在はニチエンプロダクション所属)、堀田智子、伊藤奈穂子、川口純子らがいる。

## 活動歴

### 最新の活動状況（ナレーションを担当した主な番組）
- 美空ひばり平和祈念コンサートナレーション2025年4月

- 松尾芸能財団表彰式VTR　２０２４年　２０２５年　　３月

- 日本自動車工業会　YOUTUBE番組　サポカー機能と限界「考えよう！これからの安全運転」キャスターとして　22年５月より公開

- 「昭和歌謡の偉人たち　初めての挑戦」3週連続放送スペシャル
- BSテレ東　古賀政男・古関裕而　なかにし礼・岩谷時子　美空ひばり　22年３月
- RPAロボパット　テレビCM　ゴルゴ１３の声を担当」2021年　9月より
- 「MeijiSeika除草剤　ザクサ　CMナレーション」　２０２１年　４月より
- 「文化庁　多言語解説整備事業　　秩父のススメ」HPナレーション　２０２１年３月より
- 「超秘蔵映像！懐かしの昭和芸能ニューススペシャル」BS-TBS　2時間特番2021年２月
- 「テレサ・テン　名曲熱唱　没後25年目の真実」BS-TBS　2時間特番2020年5月
- 「サタデーステーション2時間特番　企画　ニッポンの水際が危機　税関密着」テレビ朝日2020年4月
- 「秘蔵映像！藤圭子熱唱 名曲秘話と波乱の人生」BS-TBS2時間特番2020年2月
- 大分県 竹田市「時を越えて今、蘇る、豊後岡城物語」2020年1月
- RPAロボパット ゴルゴ13の声
- 「ライバル会社の秘密篇」「エンジニアの問題篇」2019年9月より
- 「4時間スペシャル 昭和歌謡 二人の絆 美空ひばりと島倉千代子」BS-朝日2019年8月
- 「西城秀樹 メモリアルヒデキ」歌謡ポップス2019年6月
- 「美空ひばり 生誕祭」2019年5月
- BS-朝日2時間特番「ザ・ドキュメンタリー没後30年 美空ひばりをかえた20曲」2019年2月
- BS-TBS 「報道1930」ニュースナレーション生読みもあり 2018年10月より
- サンスターインフォマーシャル 顔出し MC 2018年8月
- BS朝日 「日曜スクープ」番組内アバンや企画 2018年8月
- 宇多田ヒカル新曲「初恋」MV制作ドキュメント MUSIC ON TV開局20周年特番2018年6月OA
- テレビ朝日 「サンデーステーション」特集「偽プリンスホテル？」2018年5月
- 通販生活 「石川酒造場 元祖もろみ酢」インフォマーシャル 2018年4月より
- ゴルゴ13 RPAロボパットは試したのか？！ゴルゴ13の声 2018年より
- フジテレビ「みんなのニュース」木金 レギュラーナレーター2017 4月より2018 3月まで。
- 再春館製薬 ドモホルンニャンクル 2017 4月 20万視聴をこえる
- 美空ひばり生誕80周年不死鳥コンサートナビ4月
- やすらぎの郷 ドラマ放送スタート記念 大女優が語る女子会トーク4月
- BS-TBS 美空ひばり生誕80周年不死鳥コンサート2017特別編 5時間スペシャル6月
- BS朝日 テレサテン3時間スペシャル歌声は国境を越えて 7月
- CS TBSチャンネル 美空ひばり生誕80周年不死鳥コンサート2017 5時間スペシャル7月
- 夢グループ 商品紹介番組

### テレビ新潟在籍時の担当番組
- ズームイン!!朝!
- 11PM
- 歌のトップテン
- てんこもりテレビ
- ビート・オン・ポップ
- 夕方ワイド新潟一番・メイン司会者
- 新潟市制百周年記念特番は、全10回全て、ナレーションを担当した。

### フリー転向後担当した主な番組
特に記載が無いものはナレーションで担当。

#### 日本放送協会（NHK）
- サンデースポーツ 「トリノへの道」「アテネをめざすアスリートたち」「アテネへの道」
- アメリカメジャーリーグあなたが選ぶ名場面
- 世紀越えスペシャル 世界へ根付けニッポン人
- PGAツアーゴルフレッスン
- アジア情報交差点
- BS23ワールドニュース
- ETV特集

#### 日本テレビ
- ザ・ワイド
- 午後は○○おもいッきりテレビ リポーター
- NNNドキュメント
- デスノート 番組PR（2015年5月）

#### テレビ朝日
- スーパーモーニング
- 報道ステーション
- スーパーJチャンネル
- 特番「廃墟をゆく」「昭和からのメッセージ」
- テレメンタリー
- サンデーフロントライン
- 美空ひばり23回忌スペシャル 甦る東京ドーム だいじょうぶ 日本
- 「やすらぎの郷」スタートスペシャル大女優ここだけの話今しか聞けない女子会トーク2017年4月

#### フジテレビ
- FNNみんなのニュース木金レギュラーナレーター17年4月より
- FNNスーパーニュース スーパー特報
- 情報エンタメLIVE ジャーナる!

#### テレビ東京
- 地球共生 環境と情報の世紀
- TXNニュースアイ
- 週刊経済王

#### テレビ新潟
- TeNY30周年特別番組「TeNY博だよ!新潟一番!!」第2部(2010年11月20日、フリー後古巣のTeNYの番組上では初復帰出演)

#### その他地上波
- ふるさとスペシャル「よみがえる古刹 勝興寺本堂」（北日本放送）
- スペシャル特番 ドキュメンタリー「もんじゅはどうなる」1回・2回連続放送福井放送）

#### BS日テレ
- BSアカデミーヒルズ ニッポン未来地図
- Message from 森ビル株式会社 もっと空へ
- k-スタイル熱風!韓流!
- にっぽん水紀行

#### BS-TBS
- テレサ・テン 甦る歌姫 日本を愛した歌と心 （2012年10月）
- 美空ひばりスペシャル 日本を励ます歌の力 （2012年5月）
- 「美空ひばり「圧巻!!スーパーライブ大全集 2時間スペシャル」（2015年2月）
- 美空ひばり天才伝説（2014年2月）
- 美空ひばり1時間スペシャル ひばり13歳 アメリカで歌う（2013年8月）
- テレサ・テン生誕60周年スペシャルたっぷり聞かせます30曲（2013年3月）
- 熱唱！美空ひばりスペシャル～栄光と苦難の歌人生～ （2012年12月）

#### BSジャパン
- BSジャパン 歌う銀幕のスター 二時間特番 （2015年9月）
- BSジャパン開局15周年特別企画 戦後70年特別番組4時間スペシャル「日本を動かした5人のキーパーソン」（2015年8月）
- ミッドライフTV
- 昭和の微笑 夏目雅子 29年目の真実（2014年4月）

#### WOWOW
- 平成猿蟹合戦図 番組司会者役

#### Twelve
- 未来愛車「レジェンドオブアウディ」（2015年12月）
- 未来愛車「レジェンドオブフォード」（2015年11月）
- 未来愛車「レジェンドオブアルファロメオ」（2015年6月）

#### CS衛星放送
- 北野チャンネル（フジテレビ721）
- 刀剣と刀装具その美（伝統文化放送）
- 食チャンネルの番組
- 島唄紀行（旅チャンネル）
- 第一興商スターカラオケの番組
- 競馬ミニデータ（グリーンチャンネル）
- ママはサイエンティスト（サイエンスチャンネル）
- 講義 戦争の20世紀SP （ヒストリーチャンネル）2012年8月放送
- 天皇の世紀をドキュメントする （日本映画専門チャンネル）2012年8月放送

#### ビデオ・DVDナレーション

##### 企業研修用ビデオ、その他企業関係
- NTT
- 明治安田生命
- 協和発酵（協和発酵キリンに改名予定）
- AIGスター生命
- 日興コーディアル証券
- 再春館製薬ドモホルンリンクル エープリールフール仕様「ドモホルンニャンクル」2017年4月
- 阪急ダイヤモンドプリンセス　チャータークルーズ２０１６

##### DVD ・出版物
- 植村直己 これが北極圏の旅だ 〜単独・犬ぞリ・1万2千キロ〜
- ネパールヒマラヤ・アンナプルナI峰南壁登頂 南壁に燃ゆ
- 路面電車映像全集（NHKビデオ）
- 由美かおる ダイエット体操
- 平和祈念展示資料館
- ケンウッドカップ
- 全日本選抜剣道七段選手権大会「最強七段戦」
- 山本有花の株ネットトレード
- 鍵山秀三郎 人生問答（PHP出版）
- 時代と歩んだ国鉄列車（全5巻）（NHK DVD）2015年5月
- 実教出版 現代社会（NHK DVD教材）2014年1月
- 時代と歩んだ国鉄列車Ⅱ（全5巻）（NHK DVD）2016年3月

##### CM
- ソフトバンク CM どうなる白戸家編 ニュースアナウンサー役 （2013年2月 - ）
- くっつかないフライパン セラフィット CM 織田信成スケート実況アナウンサー役にて （2016年3月 - ）
- TATERU CM オダギリジョーミステリアスなCM編 ニュースアナウンサー役 （2015年11月 - ）
- ASAHI富士山のバナジウム天然水 実況アナウンサー役
- フェアリーテール ハンゲーム ナレーション
- 佐藤製薬ヘルスケアインフォメーション キャスター
- ハイサワー ナレーション
- 水素水「トラストウォーター」インフォマーシャルMC
- 「ベルーナ」インフォマーシャルMC
- アメリカンホームダイレクトCMアナウンサー役（2013年2月 - ）

#### イベント司会
- Fujitsu全社イベントMC
- 2013年2月 Yahoo!JAPAN ショッピング・オークション Best Store Awards 2012
- 2007年 第10回蓄熱のつどい（財団法人ヒートポンプ蓄熱センター主催）
- 第18回東京国際映画祭「大停電の夜に」スペシャルイベント
- 日本ならびに世界アンチエイジング医療協会設立総会
- 東京女子体育大学新体操競技部 新体操研究発表会
- シャンプー「ハニーチェ」発売記念イベントMC（赤坂）2013年8月
  - ゲスト：永井美奈子、大神いずみ、松本志のぶ、富永美樹、中西モナ、政井マヤ、宮崎宣子、新井麻希
- 美空ひばりエンターテインメント フィルムコンサート （全国イベント）2012年12月から今日に至る現在も進行中!!（2014年現在）
- 特許庁ホームページ 特許に関するコメンテーターとして2014年(動画チャンネルの商標チャンネルで、15年より公開）

#### 舞台・映画・ドラマ
- 舞台「うちのテレビにゃ色がない!」（主演：森山周一郎、2006年） - 森山キャスターの後輩アナウンサー役で出演
- ドラマ「古畑任三郎スペシャル」松嶋菜々子編 司会者
- ドラマ「相棒 season 4」第10話 ニュースキャスター
- 映画「恋人はスナイパー」リポーター
- 映画「妹」ニュース
- 映画「トウキョウソナタ」ニュースキャスター
- 映画「鳶がクルリと」ニュース その他
- フジテレビスペシャルドラマ「モンタージュ」ニュースアナウンサー
- 劇場版 相棒4 ニュースキャスター

### ナレーション指導
- テレビ朝日アスク基礎科 研究科 専科 指導
- 東映アカデミー
- 峰剛一ナレーションスクール(自身が設立したスクール。「外部リンク」の項を参照。)
- 現在の東京ナレーション・アナウンスプロ塾。